# قيم أسية (كتلة)

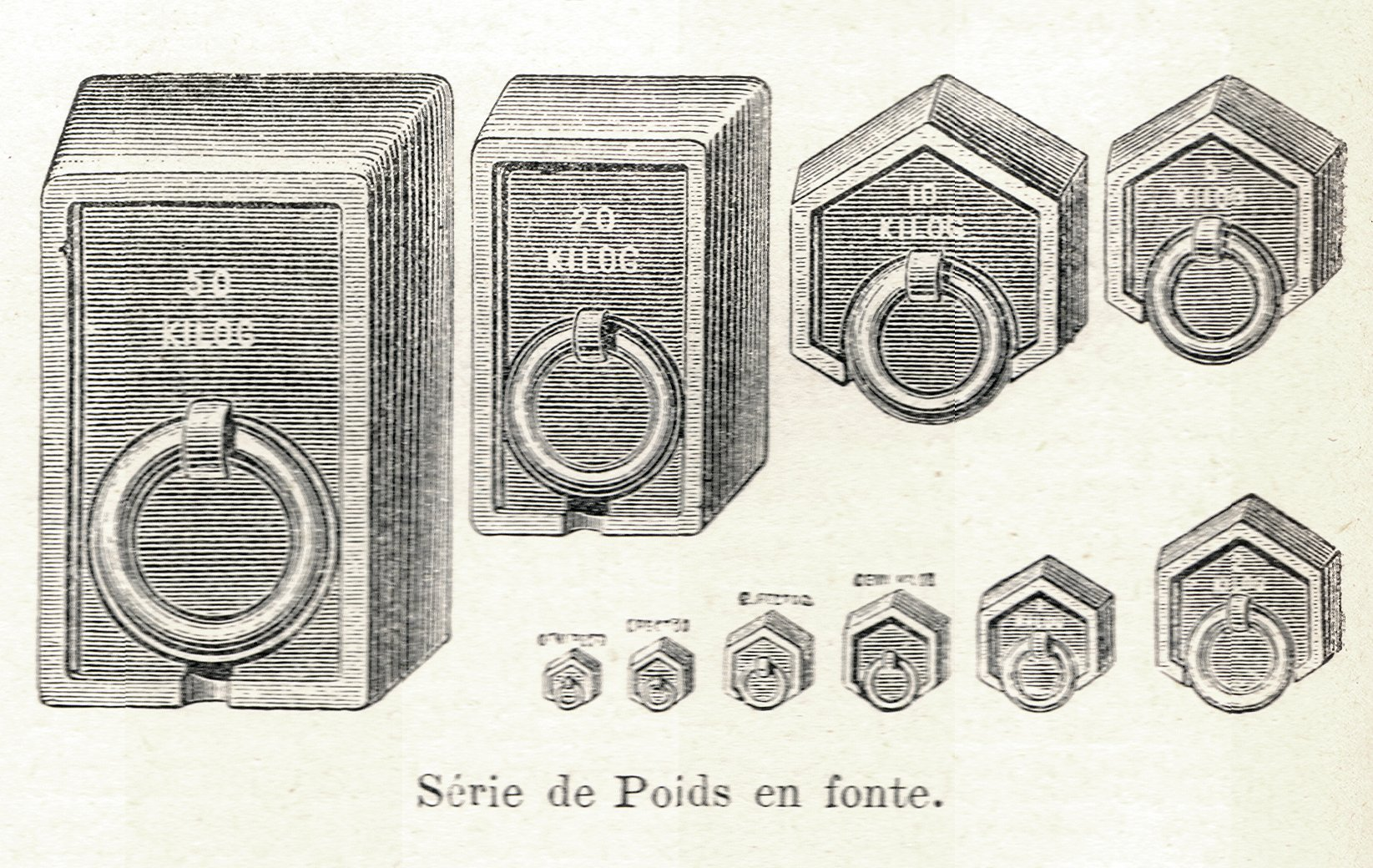
أوزان حديد حتى 50 كغم مرسومة في Dictionnaire encyclopédique de l'épicerie et des industries annexes.

لعمل مقارنة في القيم الأسية المختلفة، فإن القوائم التالية توضح المستويات المختلفة للكتلة ما بين 10−36 كغم و5310  كغم.

## وحدات الكتلة
| القواسم | القواسم | القواسم      |        | المضاعفات | المضاعفات   | المضاعفات |
| القيمة  | الرمز   | الاسم        | القيمة | الرمز     | الاسم       |           |
| 1−10 غ  | دغ      | الـديسيغرام  | 110 غ  | داغ       | الـديكاغرام |           |
| 2−10 غ  | سـغ     | الـسنتيغرام  | 210 غ  | هـغ       | الـهكتوغرام |           |
| 3−10 غ  | مـغ     | الـمليغرام   | 310 غ  | كـغ       | الـكيلوغرام |           |
| 6−10 غ  | مكـغ    | الـميكروغرام | 610 غ  | مغغ       | الـميغاغرام |           |
| 9−10 غ  | نـغ     | الـنانوغرام  | 910 غ  | جـغ       | الـجيجاغرام |           |
| 10−12 غ | بـغ     | الـبيكوغرام  | 1012 غ | تـغ       | الـتيراغرام |           |
| 10−15 غ | فغ      | الـفمتوغرام  | 1015 غ | بتغ       | الـبيتاغرام |           |
| 10−18 غ | آغ      | الآتوغرام    | 1018 غ | يغ        | الإكزاغرام  |           |
| 10−21 غ | زبغ     | الـزيبتوغرام | 1021 غ | زتغ       | الـزيتاغرام |           |
| 10−24 غ | يكغ     | الـيوكتوغرام | 1024 غ | يوغ       | الـيوتاغرام |           |

## 25−10 كغم أو أقل
| عامل (كغم)           | قيمة           | فقرة                                                           |
| -------------------- | -------------- | -------------------------------------------------------------- |
| 36−10                | كغم1.783×10−36 | واحد eV/c2, كتلة تعادل واحد إلكترون فولت من الضوء              |
| 36−10                | كغم 3.6×10−36  | الكترون نيترينو, الحد الأعلى لكتلة (2 eV/c2)                   |
| 35−10                |                |                                                                |
| 34−10                |                |                                                                |
| 33−10                |                |                                                                |
| 32−10                |                |                                                                |
| 31−10                | كغم 9.11×10−31 | الكترون (511 keV/c2), أخف الجسيمات الأولية ذات كتلة غير صفرية. |
| 30−10                |                |                                                                |
| 29−10                |                |                                                                |
| 28−10                | كغم 1.9×10−28  | ميوون (106 MeV/c2)                                             |
| 27−10 يوكتوغرام (yg) | كغم1.661×10−27 | وحدة كتل ذرية (u) أو دالتون (Da)                               |
| 27−10 يوكتوغرام (yg) | كغم1.673×10−27 | بروتون (938.3 MeV/c2)                                          |
| 27−10 يوكتوغرام (yg) | كغم1.674×10−27 | ذرة الهيدروجين، أصغر ذرة على الإطلاق.                          |
| 27−10 يوكتوغرام (yg) | كغم1.675×10−27 | نيوترون (939.6 MeV/c2)                                         |
| 26−10                | كغم 1.15×10−26 | ذرة ليثيوم (6.941 u)                                           |
| 26−10                | كغم 2.99×10−26 | جزيء الماء (18.015 u)                                          |
| 26−10                | كغم 7.95×10−26 | ذرة التيتانيوم (47.867 u)                                      |
| 25−10                | كغم 1.79×10−25 | ذرة الفضة (107.8682 u)                                         |
| 25−10                | كغم 1.6×10−25  | بوزون زد (91.2 GeV/c2)                                         |
| 25−10                | كغم 3.1×10−25  | كوارك قمي أثقل جسيم أولي معروف (173 GeV/c2)                    |
| 25−10                | كغم 3.2×10−25  | جزيء الكافيين (194 u)                                          |
| 25−10                | كغم 3.45×10−25 | ذرة رصاص-208 أثقل النظائر المستقرة المعروفة.                   |

## 25-10 إلى 10-19كغم
| عامل (كغم)          | قيمة           | فقرة                                                          |
| ------------------- | -------------- | ------------------------------------------------------------- |
| 24−10 زبتوغرام (zg) | كغم 1.2×10−24  | جزيئات كرات بوكي (720 u)                                      |
| 23−10               |                |                                                               |
| 22−10               | كغم 1.1×10−22  | جزيء خضاب الدم A                                              |
| 21−10 أتوغرام (ag)  | كغم 1.65×10−21 | ضفيرة مفردة لدنا تحتوي على 1,578 قاعدة زوجية (995,000 دالتون) |
| 20−10               | كغم 10−20      | فيروس صغير                                                    |
| 19−10               |                |                                                               |

## 18-10 إلى 10-13كغم
| عامل (كغم)           | قيمة          | فقرة                              |
| -------------------- | ------------- | --------------------------------- |
| 18−10 فيمتوغرام (fg) |               |                                   |
| 17−10                | كغم 1.1×10−17 | الكتلة المعادلة لواحد جول         |
| 17−10                | كغم 4.6×10−17 | الكتلة المعادلة لواحد سعرة حرارية |
| 16−10                | كغم 7×10−16   | بكتيريا إشريكية قولونية.          |
| 15−10 بيكوغرام (pg)  |               |                                   |
| 14−10                |               |                                   |
| 13−10                |               |                                   |

## 12-10 إلى 10-7كغم
| عامل (كغم)          | قيمة                     | فقرة                                                      |
| ------------------- | ------------------------ | --------------------------------------------------------- |
| 12−10 نانوغرام (ng) | كغم 10−12                | كتلة الخلية البشرية (1 نانوغرام)                          |
| 11−10               |                          |                                                           |
| 10−10               | كغم 3.5×10−10            | حبة رمل صغيرة (0.063 مم قطر, 350 نانوغرام)                |
| 9−10 ميكروغرام (µg) | كغم 2×10−9 [بحاجة لمصدر] | بويضة بشرية                                               |
| 8−10                | كغم 2.2×10−8             | كتلة بلانك                                                |
| 8−10                | كغم ~2×10−8              | كتلة غير مؤكدة ل الكيلوغرام الدولي الأولي (IPK)‏ (±~20 µg) |
| 7−10                |                          |                                                           |

## 6-10 إلى واحد كغم
| عامل (كغم)          | قيمة             | فقرة                                                  |
| ------------------- | ---------------- | ----------------------------------------------------- |
| 6−10 مليغرام (مغ)   | كغم 1–2×10−6     | الكتلة البعوض القياسية (1–2 مغ)                       |
| 5−10 سنتغرام (cg)   | كغم 1.1×10−5     | حبيبة صغيرة (2 مم قطر, 11 مغ)                         |
| 5−10 سنتغرام (cg)   | كغم 0.8–2.0×10−5 | كتلة ذبابة منزلية (Musca domestica, ‏8–20 مغ)          |
| 4−10 ديسيغرام (dg)  | كغم 1.5×10−4     | كمية الكافيين الموجودة في كوب من القهوة (150 مغ)      |
| 4−10 ديسيغرام (dg)  | كغم 2×10−4       | كتلة واحد قيراط (200 مغ)                              |
| 3−10 غرام (g)       | 3−10             | واحد سنتيمتر مكعب من المياه (1 غرام)                  |
| 3−10 غرام (g)       | كغم 8×10−3       | قطعة نقدية لليورو (7.5 غرام) ودولار أمريكي (8.1 غرام) |
| 2−10 ديكاغرام (dag) | كغم 1.2–4×10−2   | فأر منزلي, (12–40 غرام)                               |
| 2−10 ديكاغرام (dag) | كغم 2.4×10−2     | كمية واحد إيثانول (24 غرام)                           |
| 2−10 ديكاغرام (dag) | كغم 2.8×10−2     | الأونصة في قياس الموازين (28.35 غرام)                 |
| 1−10 هكتوغرام (hg)  | كغم 0.15         | كلية بشرية (150 غرام)                                 |
| 1−10 هكتوغرام (hg)  | كغم 0.454        | الرطل (في قياس الموازين) (454 غرام)                   |

## واحد كغم إلى510 كغم
| عامل (كغم)           | قيمة             | فقرة                                                                                      |
| -------------------- | ---------------- | ----------------------------------------------------------------------------------------- |
| 1 كغم كيلوغرام (كغم) | 1 كغم            | لتر واحد من الماء                                                                         |
| 1 كغم كيلوغرام (كغم) | 3 كغم            | طفل بشري حديث الولادة رضيع; أصغر صنف من الكلاب (كلب يوركشير)                              |
| 1 كغم كيلوغرام (كغم) | 4.0 كغم          | كرة الجلة النسائية                                                                        |
| 1 كغم كيلوغرام (كغم) | 5–7 كغم          | قطة منزلية                                                                                |
| 1 كغم كيلوغرام (كغم) | 7.26 كغم         | كرة الجلة للرجال                                                                          |
| 110                  | 10–30 كغم        | كمبيوتر شاشة اشعة مهبطية أو شاشة كمبيوتر أو تلفزيون                                       |
| 110                  | 15–20 كغم        | كلب متوسط الحجم                                                                           |
| 110                  | 70 كغم           | إنسان بالغ                                                                                |
| 210                  | 125–180 كغم      | أسد ناضج (180 كغم) ولبؤته (125 كغم)                                                       |
| 210                  | 480 كغم          | بيانو كبير                                                                                |
| 210                  | 700 كغم          | بقرة لبون                                                                                 |
| 210                  | 907.18474 كغم    | 1 طن أمريكي (2000 باوند - أمريكي)                                                         |
| 310 ميجاغرام (Mg)    | 1000 كغم         | طن متري/طن; واحد متر مكعب من الماء                                                        |
| 310 ميجاغرام (Mg)    | 1016.0469088 كغم | طن بريطاني / 1 طن طولي (2240 باوند - أمريكي)                                              |
| 310 ميجاغرام (Mg)    | 800–1600 كغم     | سيارة ركاب نموذجية                                                                        |
| 310 ميجاغرام (Mg)    | 3000–7000 كغم    | فيل بالغ                                                                                  |
| 310 ميجاغرام (Mg)    | 5000 كغم         | ملعقة (5 مل) من مادة قزم أبيض (5 أطنان).                                                  |
| 410                  | كغم 1.1×104      | مرصد هابل الفضائي (11 طن)                                                                 |
| 410                  | 1.2×104          | أضخم فيل معروف (12 طن)                                                                    |
| 410                  | 1.4×104          | (جرس) بيغ بن (14 طن)                                                                      |
| 410                  | 4.4×104          | الوزن الإجمالي الاعتيادي القصوى (شاحنة + حمولة) لشاحنة نصف قاطرة (44 طن).                 |
| 410                  | 6.0×104 كغم      | أكبر حجر نيزكي, وهو حجر ويست هوبا النيزكي (60 طن)                                         |
| 410                  | 7.3×104 كغم      | أضخم ديناصور, أرجنتنوساروس (73 طن)                                                        |
| 510                  | 1.8×105 كغم      | حوت أزرق أضخم الحيوانات (180 طن)                                                          |
| 510                  | 1.87×105 كغم     | محطة الفضاء الدولية (187 طن)                                                              |
| 510                  | 6×105 كغم        | أنتونوف أن-225 (أثقل طائرة في العالم) الكتلة القصوى عند الإقلاع (600 طن); الحمولة: 250 طن |

## 610 إلى1110 كغم
| عامل (كغم)        | قيمة          | فقرة |
| ----------------- | ------------- | --- |
| 610 جيجاجرام (Gg) | 1.25×106 كغم  | جذع لشجرة السكويا العملاقة وتسمى جنرال شيرمان (1250 طن)                                                 |
| 610 جيجاجرام (Gg) | 1.5×106 كغم   | بوابة مفردة من بوابات حاجز نهر التيمز                                                                   |
| 610 جيجاجرام (Gg) | 2.041×106 كغم | كتلة الانطلاق لمكوك فضاء (2041 طن)                                                                      |
| 610 جيجاجرام (Gg) | 6×106 كغم     | أضخم مستعمرة متكاملة، شجرة حور رجراج وتسمى باندو (أضخم كائن عضوي) (6000 طن)                             |
| 710               | 1.1×107 كغم   | الإنتاج السنوي ل شاي دارجيلنج (11,000 طن)                                                               |
| 710               | 2.6×107 كغم   | سفينة تيتانيك (26,000 طن)                                                                               |
| 710               | 9.97×107 كغم  | أضخم قطار على الإطلاق (99,700 طن): قطار أسترالي من الحديد الخام سجل 2001.                               |
| 810               | 6.5×108 كغم   | أضخم سفينة وأضخم جسم متحرك صنعه الإنسان إلى الآن، اسمها Seawise Giant وحمولته الكاملة (650,000 طن).     |
| 910 تيراغرام (Tg) | 4.3×109 كغم   | كمية المادة التي تتحول إلى طاقة في الشمس كل ثانية.                                                      |
| 910 تيراغرام (Tg) | 6×109 كغم     | هرم خوفو                                                                                                |
| 10                | 6×10 كغم      | كمية الخرسانة لعمل سد الصين العظيم، أكبر بناء خرساني في العالم.                                         |
| 1110              | 2×1011 كغم    | كمية المياه المخزنة في خزانات لندن (0.2 كم3)                                                            |
| 1110              | 3×1011 كغم    | اجمالي كتلة سكان البشر.                                                                                 |
| 1110              | 5×1011 كغم    | اجمالي الكتلة الحيوية للكريل القطبي (Euphausia superba) وبذا يكون من أكثر الكائنات الحية كثرة في الأرض. |

## 1210 إلى1710 كغم
| عامل (كغم)         | قيمة          | فقرة |
| ------------------ | ------------- | --- |
| 1210 بيتاجرام (Pg) | 3.91×1012 كغم | إنتاج العالم من النفط لعام 2001                                                                                             |
| 1210 بيتاجرام (Pg) | 5.5×1012 كغم  | ملعقة (5 مل) من مادة نجم نيوتروني (5000 مليون طن)                                                                           |
| 1210 بيتاجرام (Pg) | ~1×1012 كغم   | كتلة ثقب أسود بدائي مع وقت تبخر يساوي عمر الكون                                                                             |
| 1310               |               | |
| 1410               | 1.05×1014 كغم | الإنتاج العالمي للمواد الأولية - الإجمالي السنوي لكتلة الكربون الموجودة في المركبات العضوية عن طريق التمثيل الضوئي في الأرض |
| 1410               | 2–3×1014 كغم  | كمية الصخور التي انفجرت مع ثوران تامبورا في 1815                                                                            |
| 1510 اكساجرام (Eg) | 1×1015 كغم    | إجمالي الاحتياطي التقديري العالمي للفحم اقتصادي الوصول إليه باستخدام التكنولوجيا الحالية للمناجم.                           |
| 1610               | 1×1016 كغم    | جاسبرا 951 أول كويكب تصل إليه مركبة فضائية.                                                                                 |
| 1710               | 1.6×1017 كغم  | بروميثيوس وهو من الأقمار الرعاة للحافة الداخلية لحلقة زحل F.                                                                |

## 1810 إلى2310 كغم
| عامل (كغم)         | قيمة          | فقرة                                           |
| ------------------ | ------------- | ---------------------------------------------- |
| 1810 زيتاجرام (Zg) | 5×1018 كغم    | الغلاف الجوي للأرض                             |
| 1810 زيتاجرام (Zg) | 5.7×1018 كغم  | هايبريون أحد أقمار كوكب زحل                    |
| 1910               | 3×1019 كغم    | 3 جونو خامس أكبر كويكب في حزام الكويكبات.      |
| 1910               | 3×1019 كغم    | الكتلة الإجمالية للمادة الموجودة في حلقات زحل. |
| 2010               | 8.7×1020 كغم  | سيريس وهو كوكب قزم داخل حزام الكويكبات.        |
| 2110 يوتاغرام (Yg) | 1.35×1021 كغم | محيطات الأرض.                                  |
| 2110 يوتاغرام (Yg) | 1.6×1021 كغم  | شارون أضخم أقمار بلوتو.                        |
| 2110 يوتاغرام (Yg) | 2.3×1021 كغم  | اجمالي كتلة حزام الكويكبات.                    |
| 2210               | 1.3×1022 كغم  | بلوتو                                          |
| 2210               | 1.5×1022 كغم  | ترايتون أكبر قمر للكوكب نبتون.                 |
| 2210               | 7.35×1022 كغم | القمر                                          |
| 2310               | 1.3×1023 kg   | تيتان أضخم أقمار زحل                           |
| 2310               | 1.5×1023 كغم  | غانيميد, أضخم أقمار المشتري                    |
| 2310               | 3.2×1023 كغم  | عطارد                                          |
| 2310               | 6.4×1023 كغم  | المريخ                                         |

## 2410 إلى2910 كغم
| عامل (كغم) | قيمة          | فقرة                              |
| ---------- | ------------- | --------------------------------- |
| 2410       | 4.9×1024 كغم  | الزهرة                            |
| 2410       | 6.0×1024 كغم  | الأرض                             |
| 2510       | 3×1025 كغم    | سحابة أورط                        |
| 2510       | 8.7×1025 كغم  | أورانوس                           |
| 2610       | 1.0×1026 كغم  | نبتون                             |
| 2610       | 5.7×1026 كغم  | زحل                               |
| 2710       | 1.9×1027 كغم  | المشتري                           |
| 2810       | 1–17×1028 كغم | نجم قزم بني                       |
| 2910       | 3.4×1029 كغم  | نجم برنارد, قريب من نجم قزم أحمر. |

## 3010 إلى3510 كغم
| عامل (كغم) | قيمة         | فقرة                                                                                                  |
| ---------- | ------------ | --- |
| 3010       | 2×1030 كغم   | الشمس (كتلة شمسية واحدة أو M☉ = 1.98892×1030 كغم)                                                     |
| 3010       | 2.9×1030 كغم | حد شاندراسيخار (1.44 M☉)                                                                              |
| 3110       | 4×1031 كغم   | منكب الجوزاء, نجم عملاق عظيم أحمر (20 M☉)‏                                                             |
| 3210       | 2–3×1032 كغم | نجم بيستول, أضخم النجوم المعروفة على الإطلاق(100 إلى 150 M☉)                                          |
| 3210       | 6–8×1032 كغم | تجمع القلائص النجمي (300 إلى 400 M☉)‏                                                                  |
| 3310       | 1.6×1033 كغم | تجمع الثريا النجمي (800 M☉)                                                                           |
| 3410       | 2×1034 كغم   | أقل كتلة لسلسلة لسحابة جزيئية عملاقة؛ وتحتوي من عشرات الآلاف إلى الملايين من الكتل الشمسية.           |
| 3510       | 7.3×1035 كغم | كتلة جينز لسحابة جزيئية عملاقة عند 100K وكثافة 30 ذرة لكل cc;‏ مثال ممكن: سحابة مجموعة الجبار الجزيئية |

## 3610 إلى4110 كغم
| عامل (كغم) | قيمة             | فقرة |
| ---------- | ---------------- | --- |
| 3610       | 2.4×1036 كغم     | نجوم حزام غولد بما فيها الشمس (1.2×106 M☉)‏                                                                        |
| 3610       | 7.4±0.4×1036 كغم | ثقب أسود فائق الضخامة في مركز درب التبانة، ومرتبطة بمنطقة الرامي أ* اللامعة وذات المصدر الراديوي (3.7±0.2×106 M☉)‏ |
| 3710       |                  | |
| 3810       |                  | كتلة تقديرية لتجمع مغلق النجمي.                                                                                   |
| 3910       |                  | |
| 4010       | 3.6×1040 kg      | كتلة OJ287, أضخم ثقب أسود فائق الضخامة تم قياسه.                                                                  |
| 4110       | 3.6×1041 كغم     | الكتلة المنظورة ل مجرة درب التبانة                                                                                |

## 4210 كغم فما فوق
| عامل (كغم) | قيمة          | فقرة                                                                       |
| ---------- | ------------- | -------------------------------------------------------------------------- |
| 4210       | 1.2×1042 كغم  | كتلة مجرة درب التبانة الإجمالية (5.8×1011 M☉)‏                              |
| 4210       | 2.57×1042 كغم | المجموعة المحلية من المجرات، بمن فيهم مجرة درب التبانة (1.29±0.14×1012 M☉)‏ |
| 4310       |               |                                                                            |
| 4410       |               |                                                                            |
| 4510       | 2×1045 كغم    | عنقود عذراء أو محلي هائل من المجرات، بمن فيهم المجموعة المحلية (1×1015 M☉)‏ |
| 4610       |               |                                                                            |
| 4710       |               |                                                                            |
| 4810       |               |                                                                            |
| 4910       |               |                                                                            |
| 5010       |               |                                                                            |
| 5110       |               |                                                                            |
| 5210       | 3×1052 كغم    | كتلة الكون المنظور                                                         |

لايوجد كتل أكبر من تلك الموجودة في السلسلة من القيم الأسية